# Зауэр, Мартин
Мартин Зауэр (нем. Martin Sauer; род. 17 декабря 1982, Врицен, Бранденбург) — немецкий спортсмен, рулевой в академической гребле, олимпийский чемпион (2012 года в восьмёрках), 8-кратный чемпион мира и многократный чемпион Европы.

## Карьера
Выступает за Берлинский гребной клуб. В 2000 году впервые выступил за юниорскую сборную Германии в соревнованиях восьмёрок в качестве рулевого.